# Тенирс, Давид (младший)
Давид Те́нирс, в историографии называемый Второй либо Младший (нидерл. David Teniers II, David Teniers de Jonge; крещён 15 декабря 1610, Антверпен — 25 апреля 1690, Брюссель) — один из наиболее значимых фламандских живописцев и гравёров эпохи «Золотого века Нидерландов». Член большой семьи фламандских художников. Сын Давида Тенирса Старшего (1582—1649). Он был разносторонним художником и новатором во многих жанрах живописи, таких как историческая картина, бытовой жанр, пейзаж, портрет и натюрморт. Он также работал рисовальщиком и гравёром, миниатюристом, иллюстратором, декоратором, куратором и хранителем придворных художественных коллекций. Выполнял картоны для шпалер. Особенно известен разработкой крестьянского жанра, трактирных сцен, шутливых «сенжери», «картин-кунсткамер» и изображениями интерьеров с алхимиками и врачами.

## Биография
Давид Тенирс Младший родился в Антверпене в семье Давида Тенирса Старшего и Димфны де Вилде. Его отец был художником алтарных образов и небольших кабинетных картин. Давид был крещён в церкви Святого Иакова 15 декабря 1610 года. Трое его братьев также стали художниками: Юлиан Второй (1616—1679), Теодор (1619—1697) и Абрахам (1629—1670). Произведения двух старших братьев практически неизвестны. Работа его младшего брата Авраама была очень близка творчеству Давида.
Первые уроки живописи Давид брал у отца. Считается также, что он учился у Питера Пауля Рубенса и Адриана Браувера, но подтверждающих этот факт письменных свидетельств не сохранилось. Принято также считать, что его ранние годы были непростыми, что было связано с финансовыми трудностями его отца, однако именно эти обстоятельства позволили ему довольно рано добиться успеха. Давиду Младшему приходилось копировать произведения старых мастеров, чтобы прокормить семью.
В 1632 году он вступил в антверпенскую Гильдию Святого Луки в качестве мастера. 4 июля 1637 года Давид Тенирс женился на Анне Брейгель, дочери знаменитого художника Яна Брейгеля Старшего. Свидетелем на свадьбе был Рубенс, который был опекуном Анны Брейгель после смерти её отца. Благодаря женитьбе Тенирс смог укрепить близкие отношения с Рубенсом, который был хорошим другом и частым соратником отца его жены. Это подтверждается тем фактом, что при крещении первого из семи детей Давида Тенирса Третьего, вторая жена Рубенса, Элен Фурман, была крёстной матерью. Примерно в это же время Тенирс начал приобретать репутацию художника и стал получать множество заказов.
В 1643 году Гильдия Святого Георгия (Oude Voetboog Guild) заказала Тенирсу Групповой портрет городских ополченцев. Ныне он хранится в Эрмитаже в Санкт-Петербурге.
В 1644 году Тенирс стал деканом антверпенской Гильдии Святого Луки. Эрцгерцог Леопольд Вильгельм Австрийский, назначенный в 1647 году штатгальтером Испанских Нидерландов, стал покровителем художника и в 1651 году вызвал его в Брюссель к своему двору, назначил его придворным живописцем (pintor de cámara) и хранителем обширных художественных коллекций. Тенирс создал серию изображений интерьеров художественной галереи эрцгерцога с картинами на стенах, так называемых «картин-кунсткамер», а около 1655 года он написал уменьшенные копии с 243 полотен старых итальянских мастеров из коллекции эрцгерцога, в которую входило свыше пятисот картин. Эти копии были использованы для изготовления гравюр, изданных в 1660 году в альбоме «Театр живописи» (Theatrum Pictorium), в сущности, первого в истории иллюстрированного каталога частной коллекции живописи.
Одной из задач Тенирса на придворной должности было сохранение и пополнение коллекции эрцгерцога. Тенирс собрал значительную коллекцию живописи, в которую вошли его собственные работы и произведения других художников. Он участвовал в покупке большого количества итальянских, и особенно венецианских, картин из конфискованных коллекций английского короля Карла I и его сторонников-якобитов. Одним из важнейших успехов стало приобретение большей части (около 400 картин) коллекции, принадлежавшей Джеймсу Гамильтону, 1-му герцогу Гамильтону, который был близким соратником и фаворитом английского короля и, как и король, казнён в 1649 году.
Конде де Фуэнсалданья, исполнявший обязанности лейтенанта Леопольда Вильгельма в Южных Нидерландах, также в 1651 году направил Тенирса в Англию для покупки картин в Пембруке и, предположительно, на другие распродажи. Разросшаяся коллекция эрцгерцога включала около 1300 произведений, в основном таких ведущих итальянских художников, как Рафаэль, Джорджоне, Веронезе и пятнадцать картин Тициана, а также известных северных художников, таких как Ганс Гольбейн Младший, Питер Брейгель Старший и Ян ван Эйк. Коллекция стала основой и ядром будущего собрания Музея истории искусств в Вене.
Эрцгерцог также рекомендовал художника другим европейским монархам, что привлекло к Давиду Тенирсу значительное количество заказов. В частности, король Испании Филипп IV купил столько картин Тенирса, что пришлось строить новое здание картинной галереи. Вильгельм II Оранский и шведская королева Кристина также были поклонниками его таланта. Дон Хуан Австрийский Младший, незаконнорожденный сын короля Филиппа IV и актрисы Марии Кальдерон, в 1656 году занявший место эрцгерцога в должности штатгальтера Нидерландов, продолжал оказывать художнику покровительство и, по преданию, даже брал у него уроки живописи. Только королю Франции Людовику XIV не понравились работы Тенирса. Согласно легенде, когда Тенирс представил крестьянскую сцену, французский король попросил как можно скорее убрать этих «обезьян» из его поля зрения.
Тенирс купил дом недалеко от брюссельского двора и в 1655 году получил от эрцгерцога звание «камердиндера» (camerdiender) или камергера (ayuda de cámara). Для художника было крайне необычно, но и важно служить камергером при испанской резиденции в Нидерландах. Известен только ещё один подобный случай, датируемый тем же временем: случай Веласкеса, целью которого также было возведение его в дворянство. Вскоре после этого эрцгерцог подал в отставку с должности штатгальтера Испанских Нидерландов и вернулся в Вену со своей большой коллекцией произведений искусства.
Жена художника, Анна Брейгель, умерла 11 мая 1656 года. Тенирс тяжело переносил вдовство и 21 октября того же года женился вновь на Изабелле де Френ (Isabelle de Fren), сестре Андре де Френа, секретаря консула Брабанта. Его вторая жена принесла ему большое приданое (возможно, это и было мотивом женитьбы художника). У супругов было четверо детей, два сына и две дочери. Отношение его второй жены к детям Тенирса от первого брака позже разделило семью в юридических баталиях. Тенирс обратился к королю Испании с просьбой о получении дворянства, но отказался, когда было выдвинуто условие, что он должен перестать брать за живопись вознаграждение.
В 1662 году Давид Тенирс Младший приобрёл замок Drij Toren (Три башни) близ Вилворде у Елены Фурман, второй жены Рубенса, и её второго мужа Яна-Баптиста ван Брукховена. Замок стал летней резиденцией художника. Тенирс играл важную роль в основании в 1663 году Королевской академии изящных искусств в Антверпене. Тенирс был назначен её первым директором. В последующие годы Тенирс также занимался торговлей произведениями искусства и организовывал аукционы. Это привело его к конфликту со своими коллегами-художниками из Гильдии Святого Луки, которые начали судебное разбирательство с целью запретить ему проведение аукциона в 1683 году.
Конец его жизни был омрачён не только болезнями, но и семейными скандалами. После смерти его второй жены в 1683 году дети от первого брака начали против отца судебный процесс, который продолжался вплоть до его смерти 25 апреля 1690 года и закончился только в 1692 году.

## Творчество
Тенирс известен как трудолюбивый и необычайно плодовитый художник. Считается, что он написал около двух тысяч картин и пробовал свои силы во всех жанрах, практиковавшихся тогда во Фландрии, включая историю, бытовой жанр, пейзаж, портрет и натюрморт. Ранние работы Тенирса демонстрируют влияние Адама Эльсхаймера. Это влияние передалось ему через отца, который учился у Эльсхаймера в Риме. Ещё одно большое влияние на раннее творчество Давида Тенирса Младшего оказали произведения фламандского художника Адриана Брауэра. Адриан Брауэр работал в Антверпене с середины 1620-х до середины 1630-х годов.
В 1636 году Рубенс получил заказ от короля Испании Филиппа IV на создание серии мифологических картин для украшения Торре-де-ла-Парада, охотничьего домика короля недалеко от Мадрида. Мифологические сюжеты во многом были основаны на «Метаморфозах» Овидия. Рубенс реализовал этот заказ при содействии многих антверпенских художников, таких как Якоб Йорданс, Корнелис де Вос, Питер Снайерс, Томас Виллебортс Босхарт, Теодор ван Тюльден, Ян Бокхорст и других, работавших по эскизам Рубенса. Сорок из этих картин сохранились, а также многие эскизы и рисунки Рубенса, большая часть ныне хранится в музее Прадо, в Мадриде. Тенирса также пригласили участвовать в этом проекте и написать картину по рисунку Рубенса. Эта картина считается утерянной.
Его ранние работы вполне традиционны для фламандской живописи. С 1632 года под влиянием Браувера Тенирс начал писать сценки из крестьянской жизни в намеренно грубой манере. На вершине своей карьеры, с 1640 по 1650 год, он писал отличающиеся тщательной техникой, небольшие по размерам бытовые сцены в идиллическом духе. Его палитра стала ярче и изысканнее.
Картины Тенирса с изображениями крестьян были настолько известны, что композиции на эту тему стали называть «тениркенами», или «маленькими тенирами» (tenierkens), а шпалеры, вытканные по картонам Тенирса с крестьянскими сценами, — «коврами Тенирса» (Teniers tapestries). Oднако лишь немногие из этих ковров могут быть напрямую связаны с работами Тенирса, хотя по темам они очень близки его картинам. «Ковры Тенирса» были особенно популярны с последней трети XVII века и вплоть до XVIII века. «Ковры Тенирса» ткали многие брюссельские ткачи, а также в других центрах, таких как Лилль, Ауденарде, Бове и Мадрид.
Одним из излюбленных сюжетов Давида Тенирса Младшего был сюжет «Искушение святого Антония». В пейзажной живописи художника заметно влияние Рубенса. Его портреты пронизаны скрытой иронией. В последние десять лет жизни «его палитра вновь темнеет до изысканной светло-серебристой гаммы, а мазок становится тяжелее».
«Картины-кунсткамеры», «картины галерей», или «картины художественной комнаты» (galerijschilderijen, kunstkamerschilderijen), которые писал Тенирс, наподобие живописных кунсткамер, демонстрирующие процветание владельца через изображение разных сокровищ и его живописных коллекций, нашли многочисленных продолжателей, превративших подобные изображения в популярный жанр изобразительного искусства. Первыми были в 1620-х годах Ян Брейгель Старший и Франс Франкен Младший. В дальнейшем в этом жанре работали Иероним Франкен Второй, Виллем ван Хехт и Хендрик Стабен, Ян Брейгель Младший, Корнелис де Бельер, Ганс Йорданс, Гонсалес Кокес, Ян ван Кессель Старший, Иероним Янссенс и многие другие. Тенирс писал также популярные в Нидерландах «картины с цветочными гирляндами».
Тенирс Младший отдал дань распространению жанра «сенжери» (фр. singerie — обезьяничанье). Изображение комических, шутливых сценок с обезьянами, появляющимися в человеческих одеждах и в человеческой обстановке, — жанр, зародившийся во фламандской живописи в XVI веке и получивший дальнейшее развитие в XVII столетии. Обезьян считали бесстыдными и озорными существами и прекрасными имитаторами человеческого поведения. Подобные изображения обезьян, исполняющих различные человеческие роли, были традиционной шутливой метафорой всей глупости мира. Однако во всех жанрах его живописи, особенно в зрелый период творчества, присутствует характерный индивидуальный стиль.

 В отличие от живописцев фламандского барокко, своих предшественников П. П. Рубенса, А. Ван Дейка, Я. Йорданса, он был художником мягкого лирического стиля, предвосхищавшего пасторали рококо XVIII столетия. Тенирс писал натюрморты, бытовые сцены, портреты, пейзажи, животных и сцены охоты. Тенирс любил и собирал офорты Жака Калло. Про этого художника говорили, что в его наблюдении жизни и живописной технике «много остроумия»
Картины Тенирса Младшего были популярны при императорском дворе в России XIX века. В санкт-петербургском Эрмитаже имеется сорок одно произведение художника и две условно атрибутированные картины. Именно поэтому пространную, но очень точную и не лишённую юмора характеристику дал этому художнику А. Н. Бенуа:

Рядом с оргиастом, поэтом и гениальным безумцем Броувером, Тенирс-младший, постаравшийся связать в одно целое прециозную элегантность своего тестя Брейгеля Бархатного, световые «пленэрные» завоевания своего отца и «кабацкое искусство» Броувера, может показаться робким, салонным, раздушенным, — немного даже скучным, как всё чересчур приличное… Когда-то Тенирс был излюбленным художником коллекционеров и уже при жизни произведения его достигали цен, которых не удостаивались даже величайшие художники, но именно в те времена известная компромиссность его искусства нравилась. Нравилось то, что его мужики и бабы чисто одеты, что вообще всё так чисто у него на картинах… Но имеется одна веская причина, почему Тенирс нам теперь менее нравится, нежели он нравился в былое время… Люди у Тенирса вообще встречаются редко. Вместо них он распоряжается громадным запасом марионеток с весёлыми или печальными лицами, которые пляшут, дерутся, творят всякое безобразие, пируют и работают. Ни одна из сотен тысяч фигурок Тенирса не живёт настоящей человеческой жизнью… И как не удаются ему отдельные типы, так не удаётся ему и движение масс, их общая связующая психология. Картины его разбиты на сотни отдельных эпизодов. Но действительно, возможно, что благодаря ему пейзажный жанр вообще получил права гражданства, а признание его компромиссного искусства повлекло за собой и окончательную победу всего обращения к действительности… Наконец Тенирс бесспорно подготовил почву для Ватто… Кроме этой исторической заслуги, кроме виртуозной техники, остаётся ещё одно очень важное, едва ли не важнейшее в живописи достоинство — это колорит… Тенирс является настоящим основателем пленэра в живописи и в этом отношении он далеко опередил своё время

## Галерея

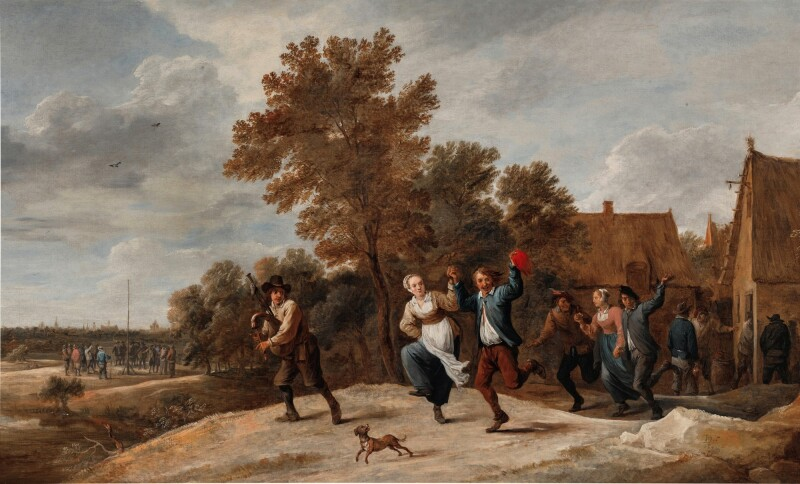
Танцующий волынщик и его спутники. Холст, масло. Частное собрание
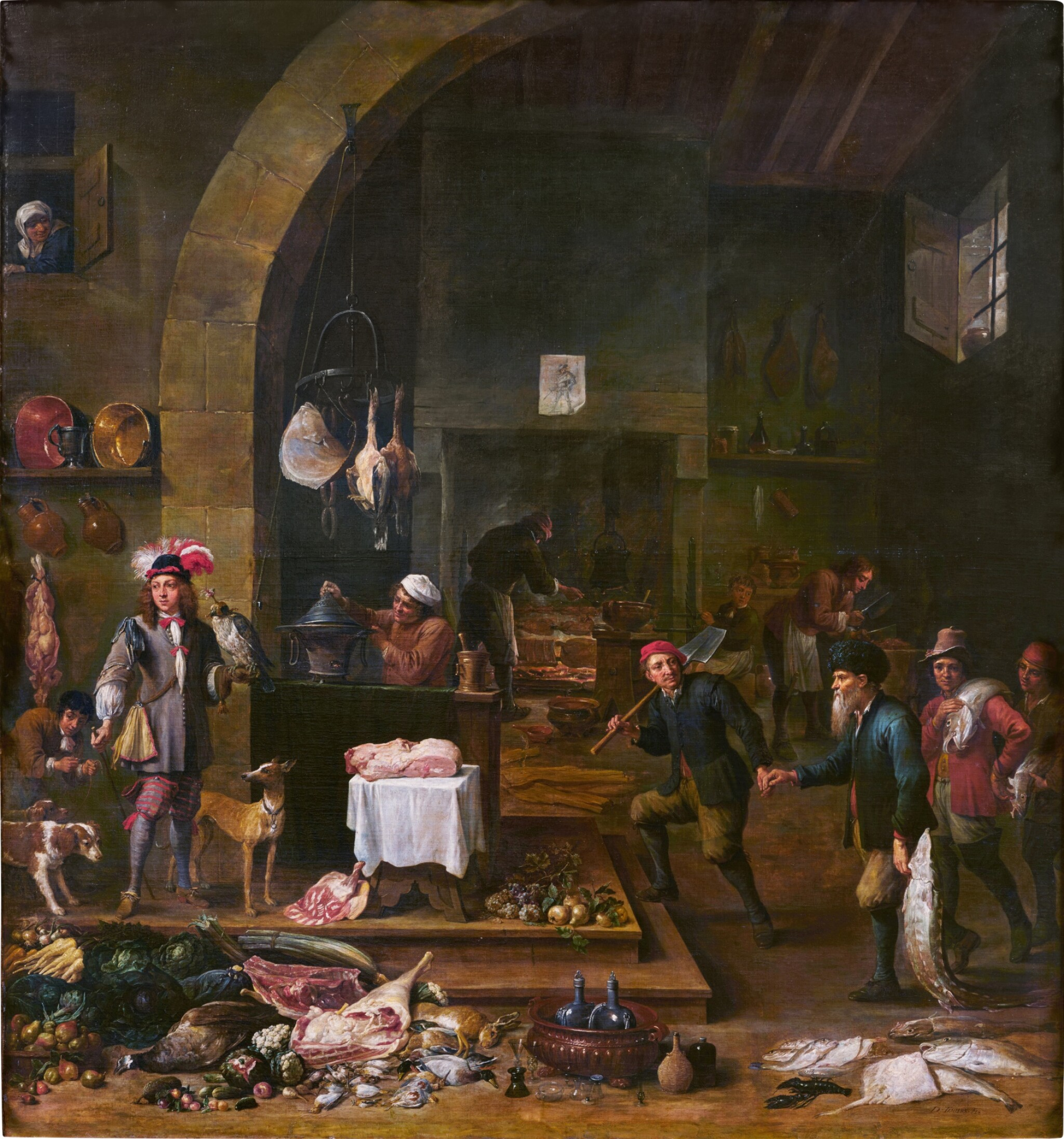
Вид большой дворцовой кухни: сокольничий возвращается с охоты. Холст, масло. Частное собрание
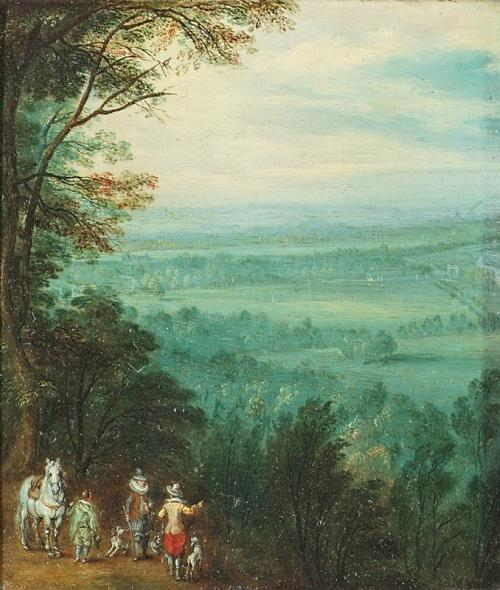
Пейзаж с фигурами. Между 1630 и 1650. Дерево, масло. Художественная галерея, Абердин, Великобритания
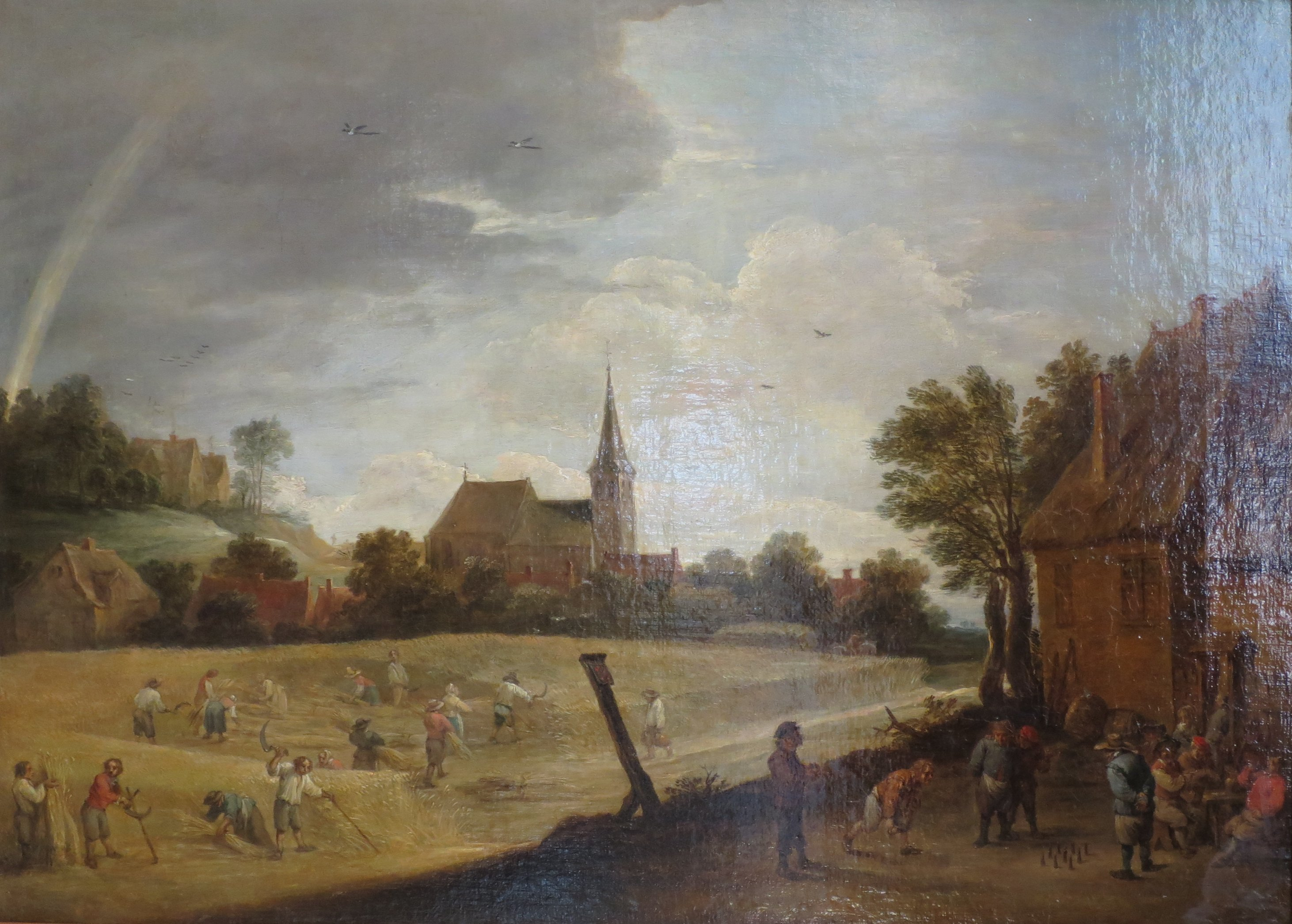
Жатва. 1644. Холст, масло (переведено с дерева). Государственный Эрмитаж, Санкт-Петербург
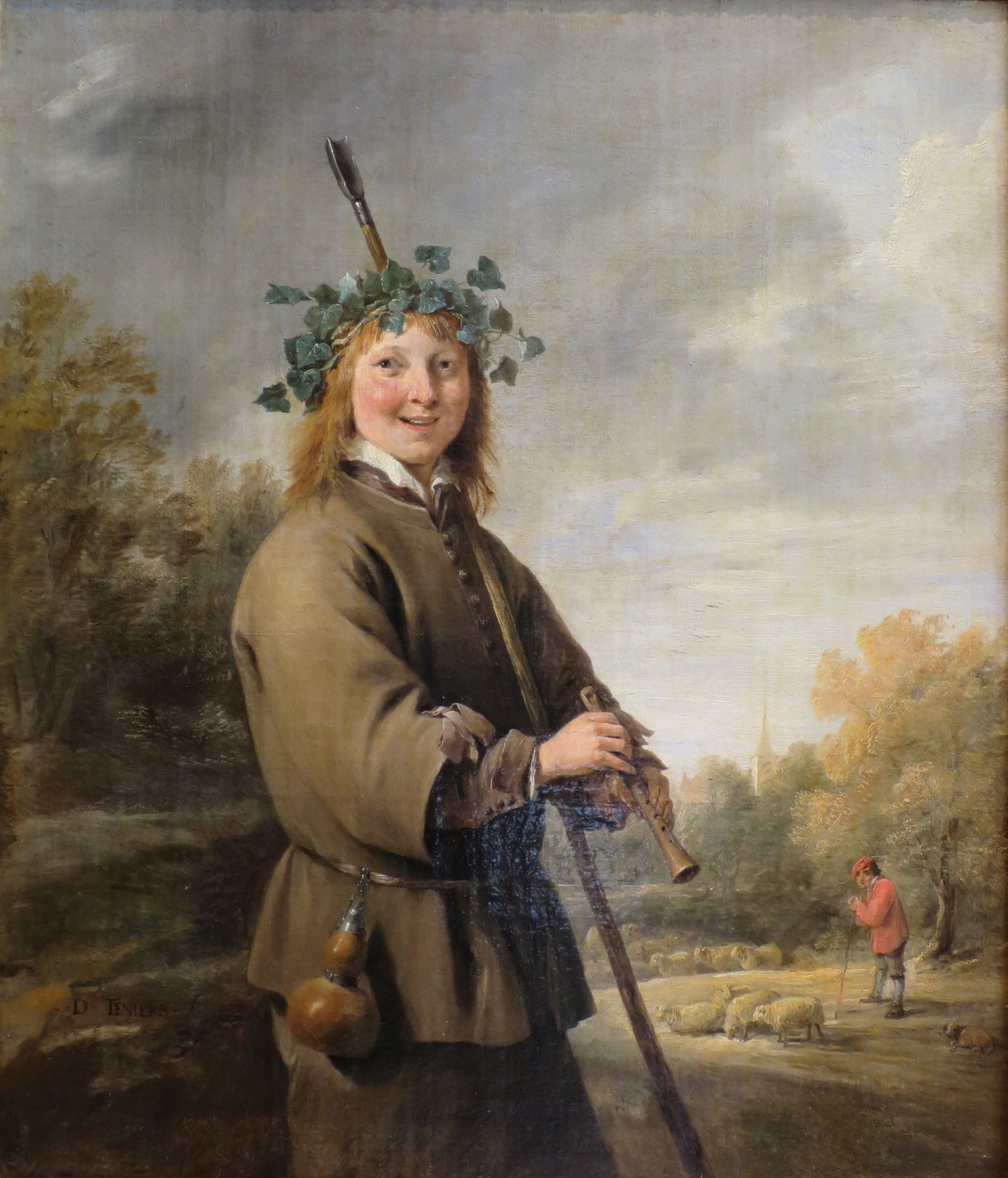
Пастушок. Холст, масло. 1650-е. Государственный Эрмитаж, Санкт-Петербург
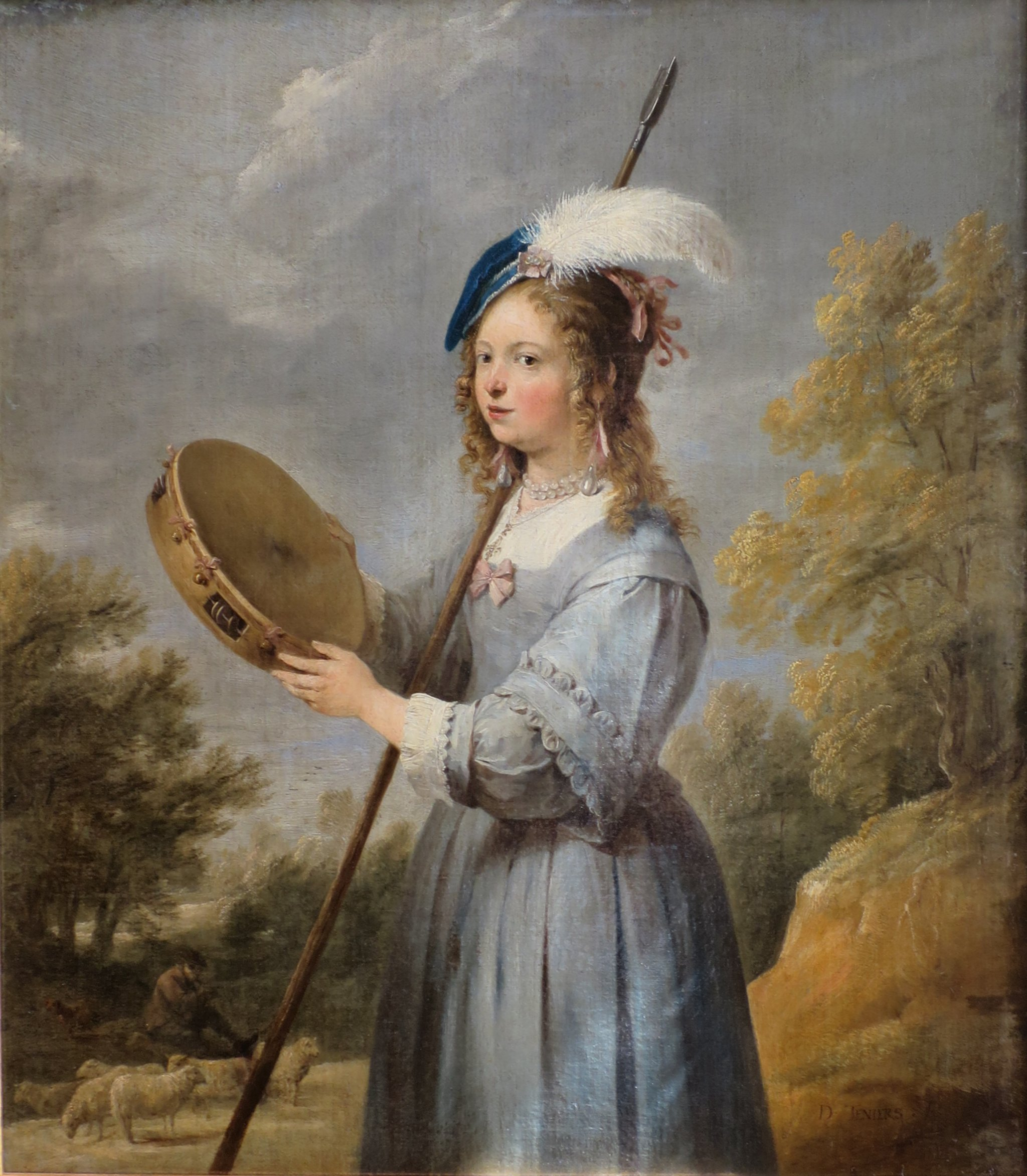
Пастушка. Холст, масло. 1650-е. Государственный Эрмитаж, Санкт-Петербург
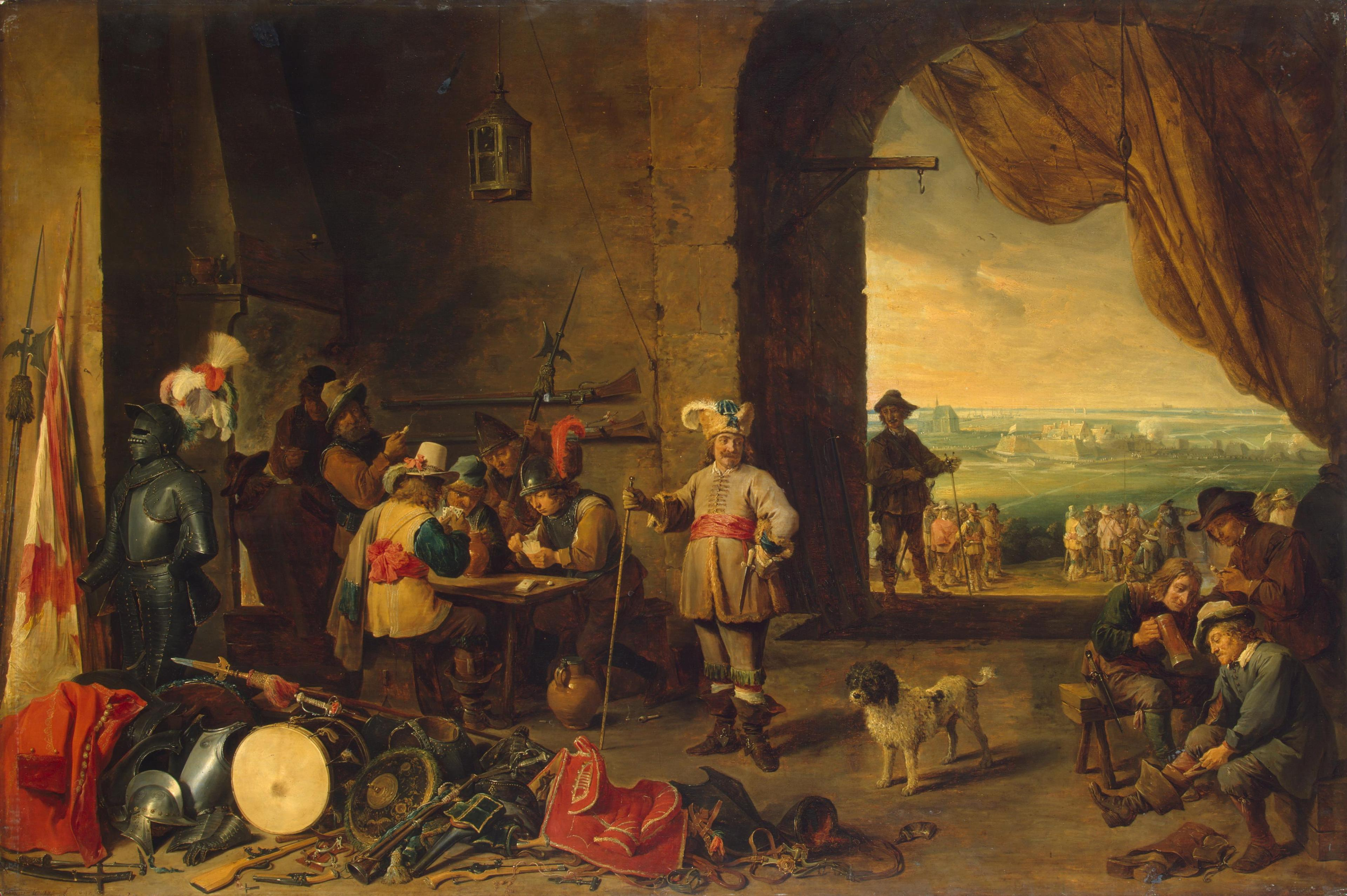
Караульня. 1642. Дерево, масло. Государственный Эрмитаж, Санкт-Петербург
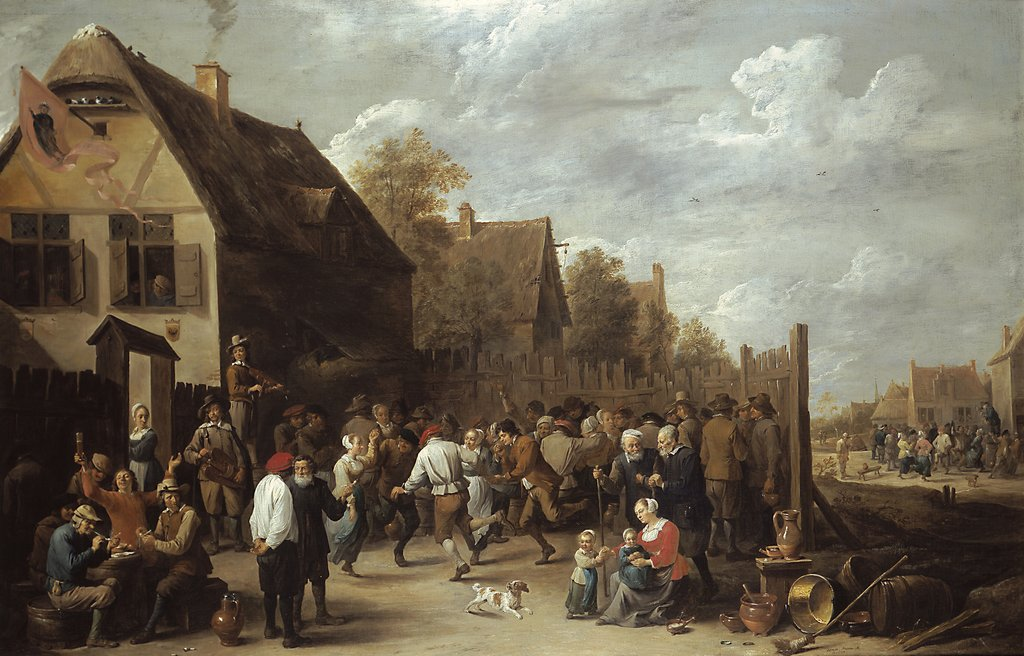
Кермес (Деревенский праздник). Ок. 1645. Холст, масло. Кунстхалле, Карлсруэ
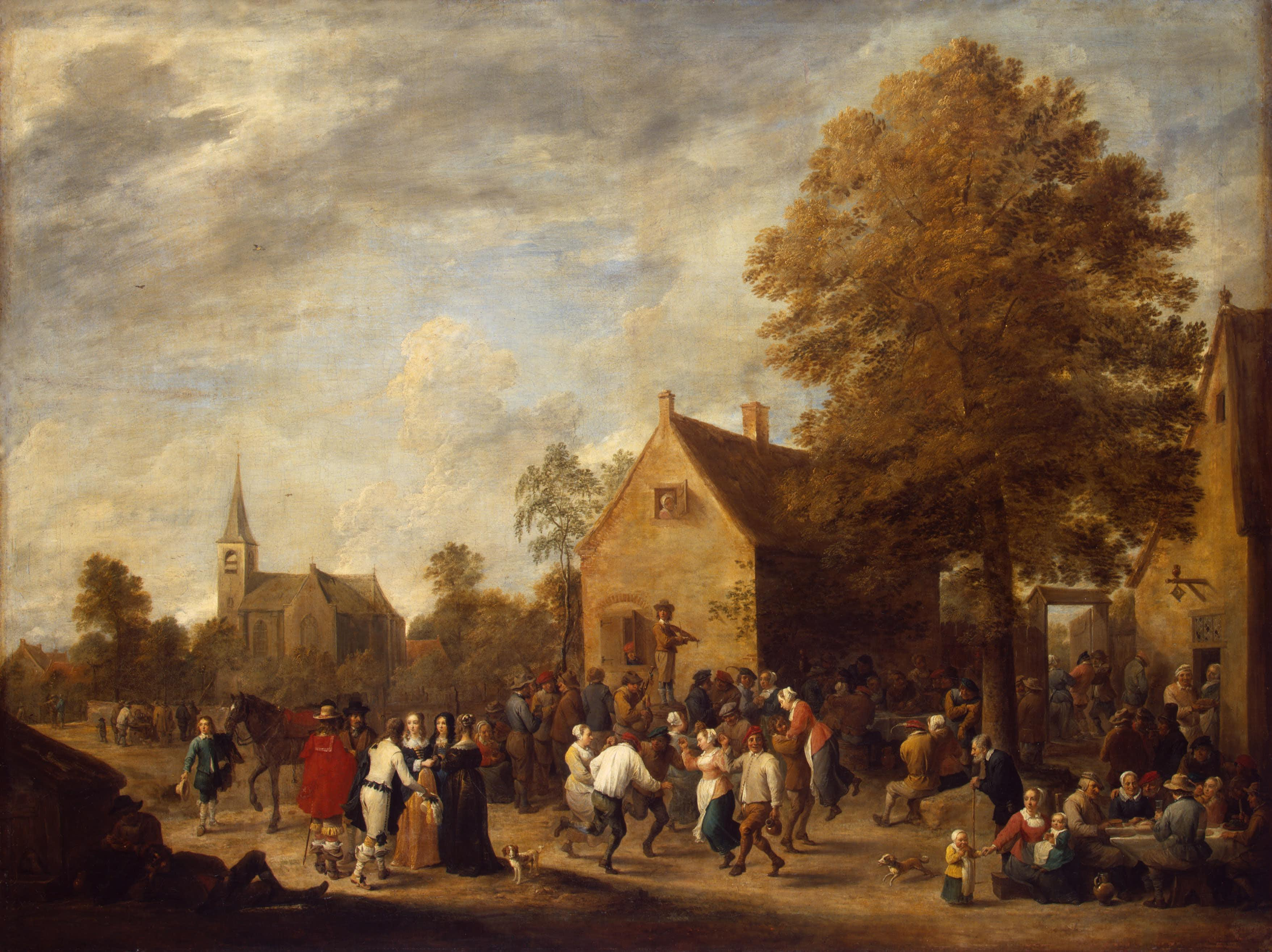
Сельский праздник. 1648. Холст, масло. Государственный Эрмитаж, Санкт-Петербург
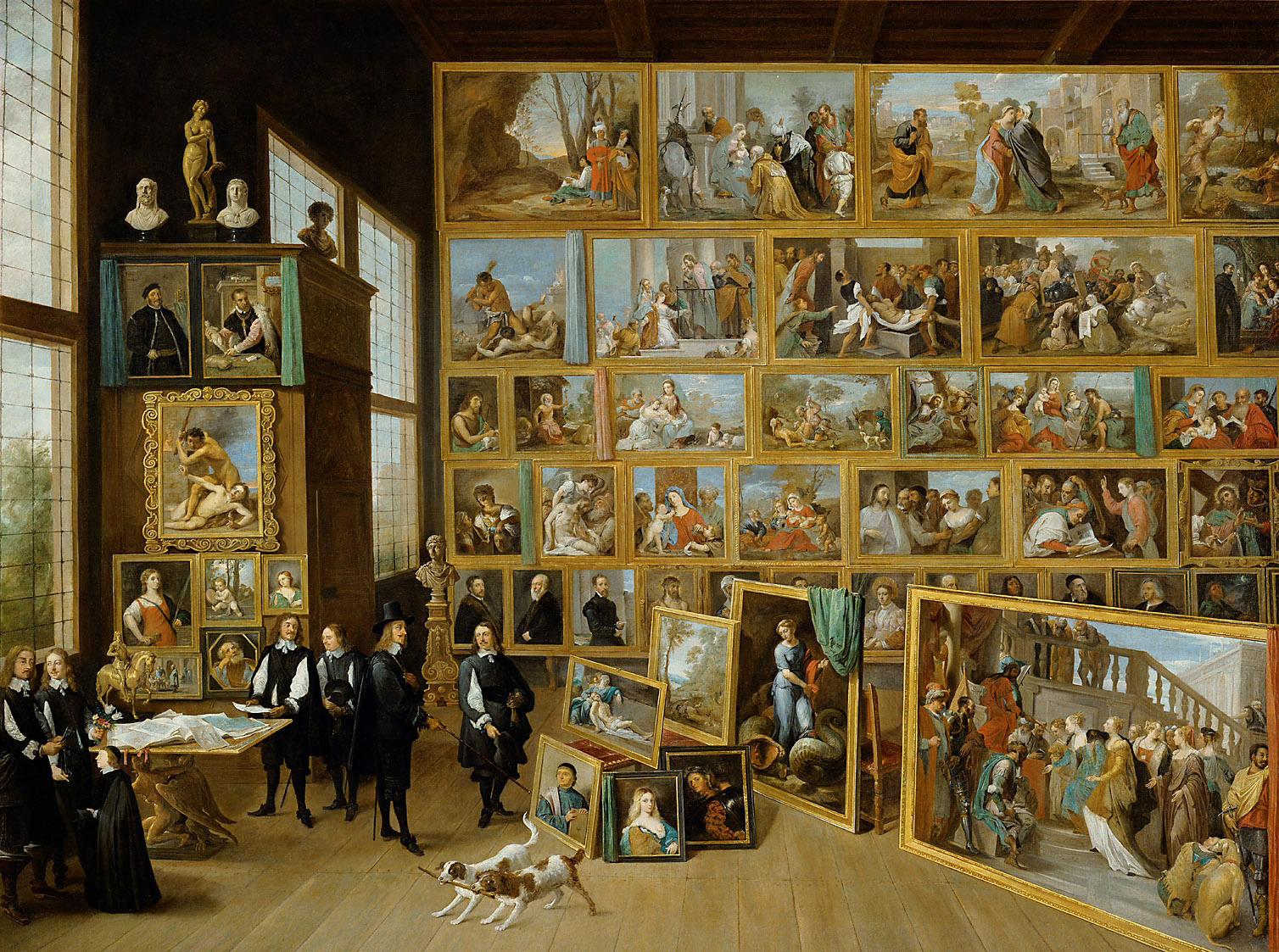
Эрцгерцог Леопольд Вильгельм в своей галерее в Брюсселе. Ок. 1651. Холст, масло. Музей истории искусств, Вена
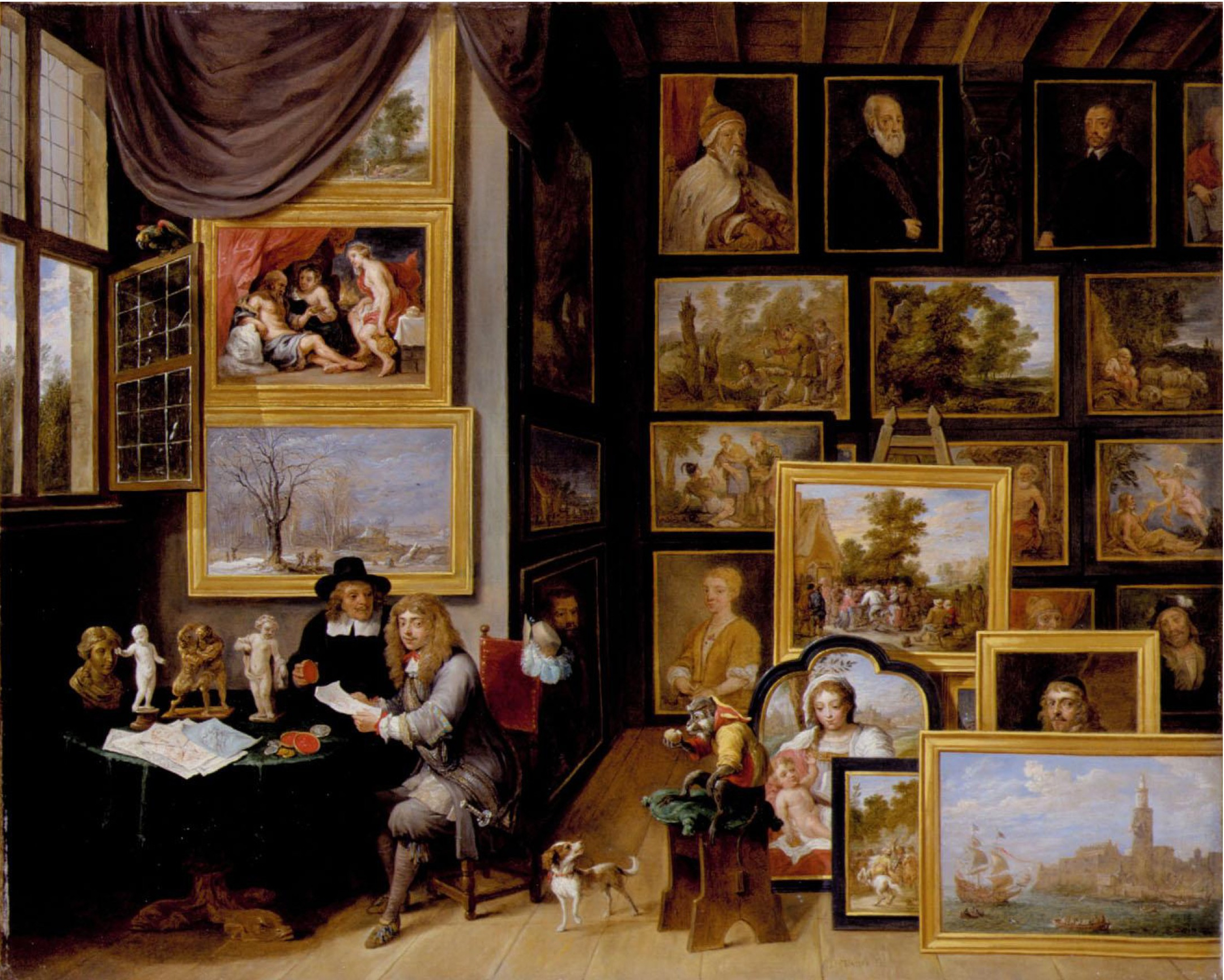
Картинная галерея, где двое мужчин рассматривают печать и рисунок красным мелом, а также присутствует обезьяна. Дерево, масло. Частное собрание
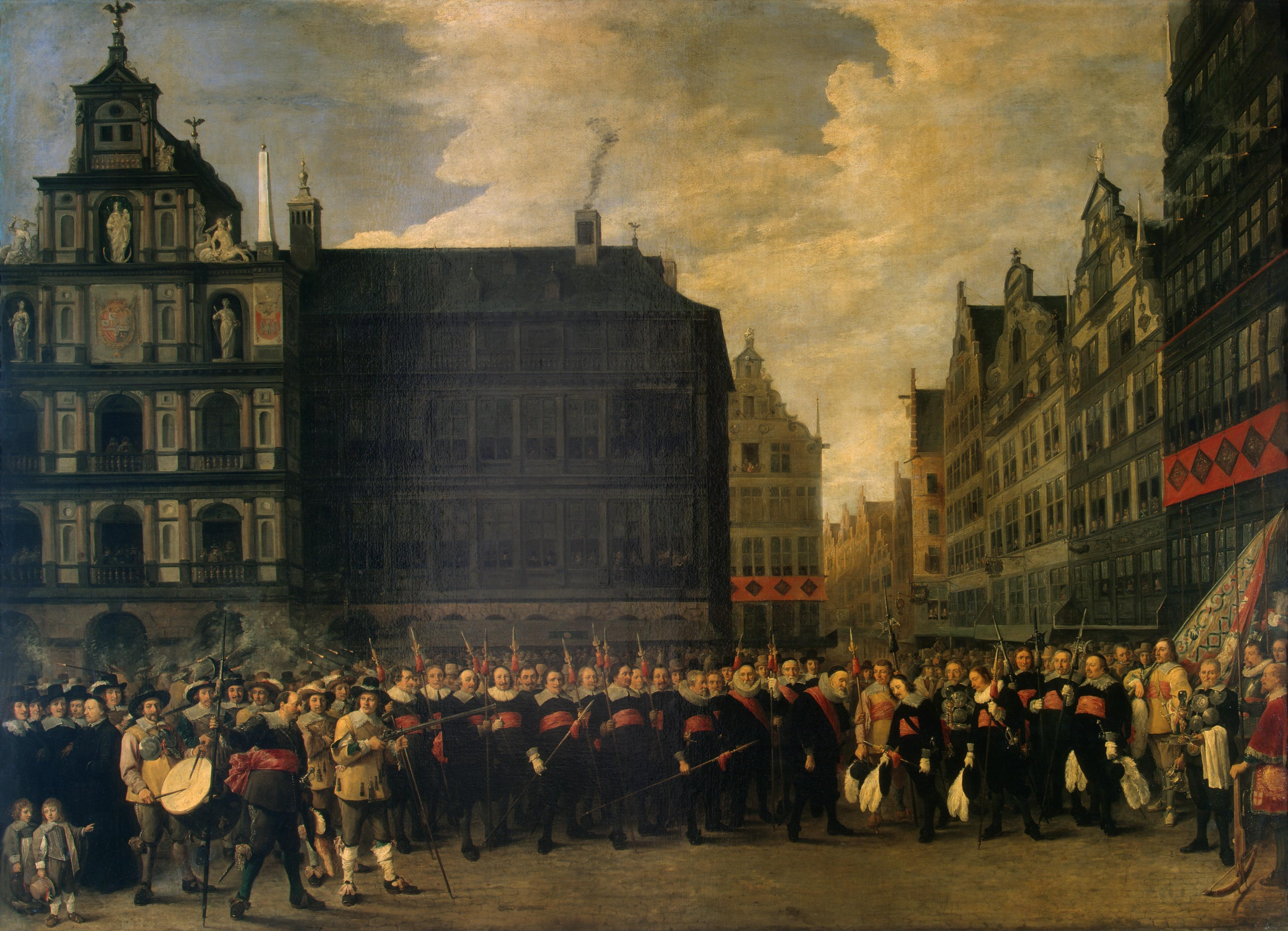
Групповой портрет членов стрелковой гильдии «Старый арбалет» в Антверпене. 1643. Холст, масло. Государственный Эрмитаж, Санкт-Петербург
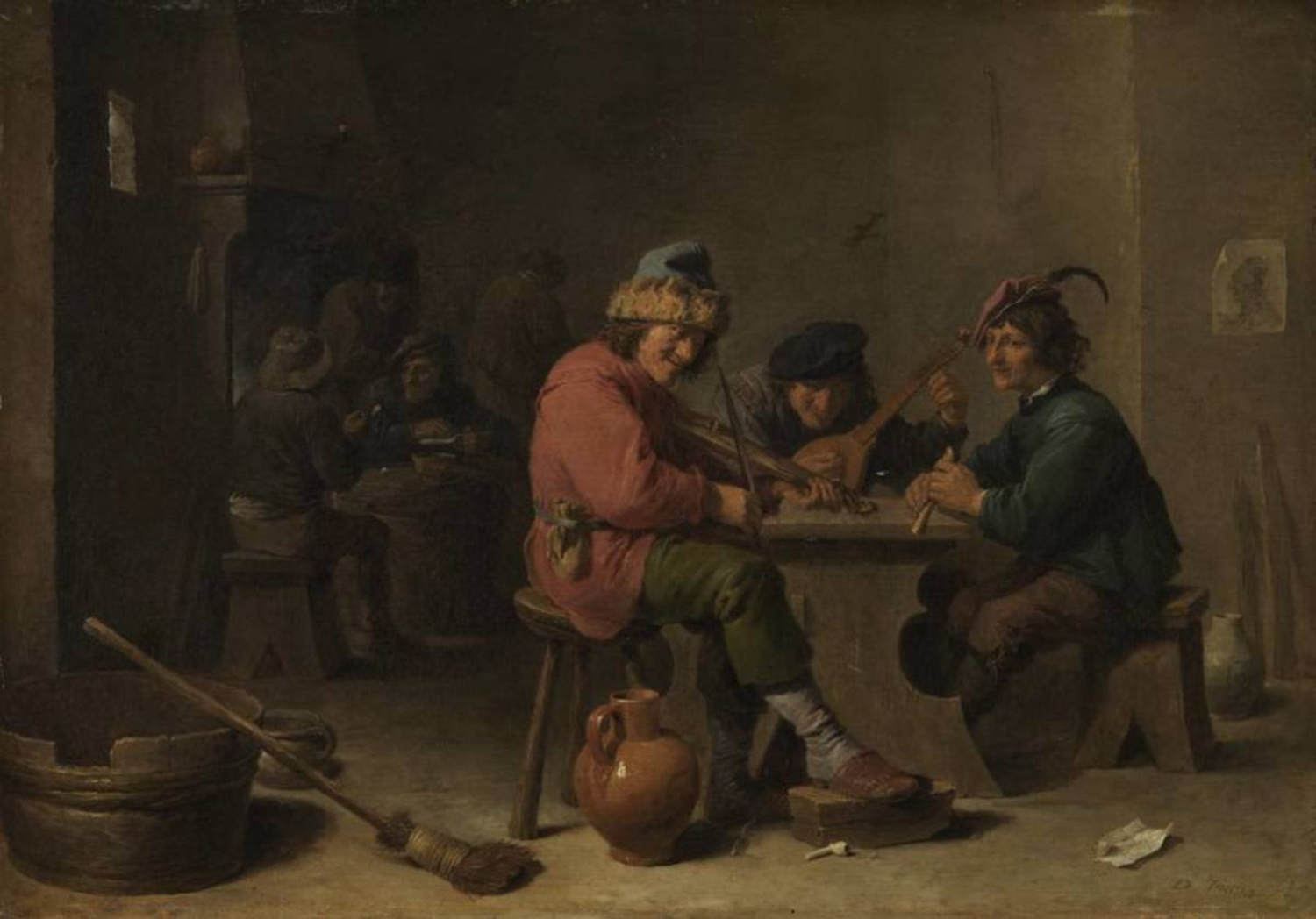
Музицирующие крестьяне. Между 1633 и 1666. Дерево, масло. Старая пинакотека, Мюнхен
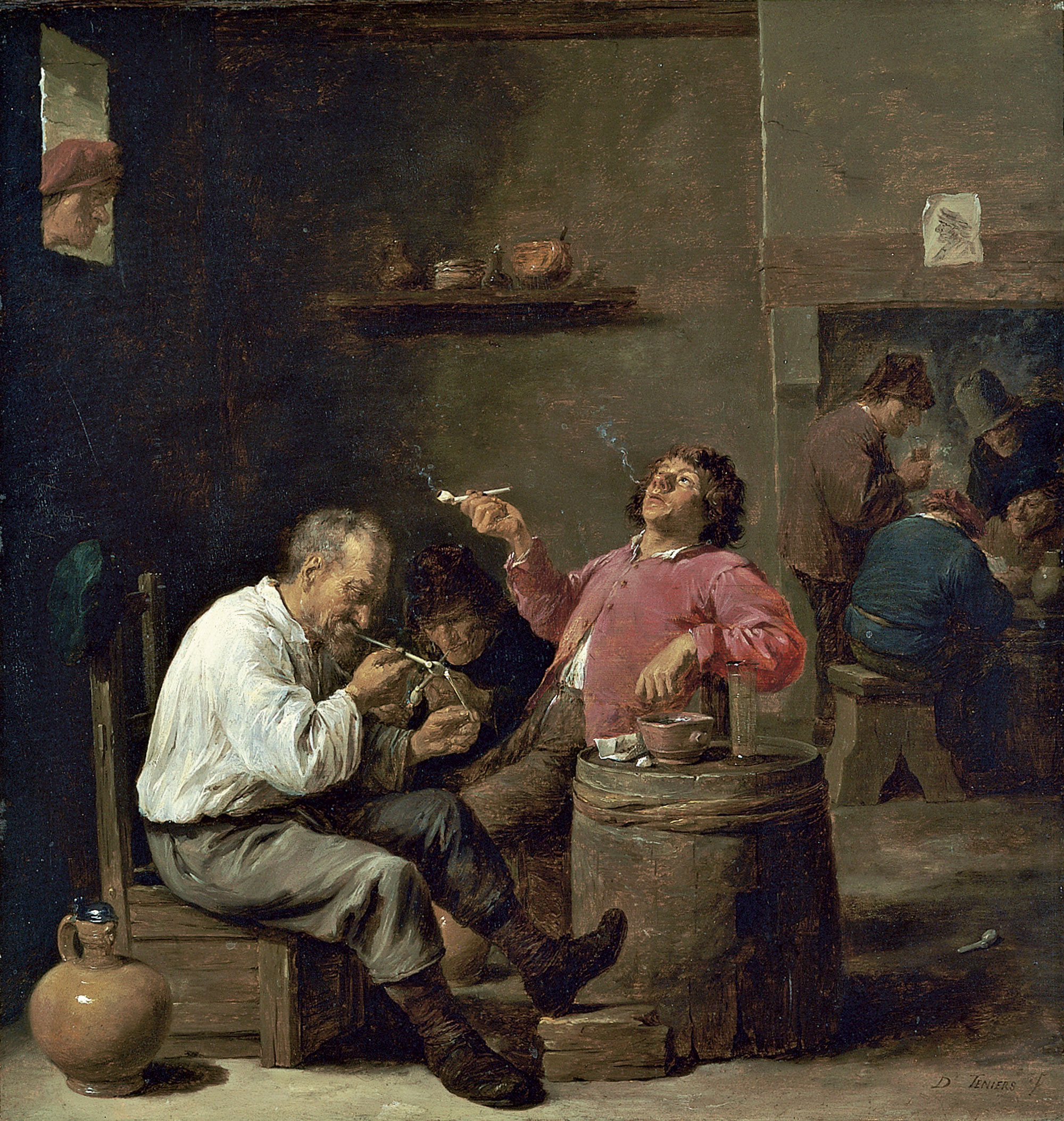
Курящие крестьяне в таверне. Ок. 1637. Дерево, масло. Музей Тиссена-Борнемисы, Мадрид
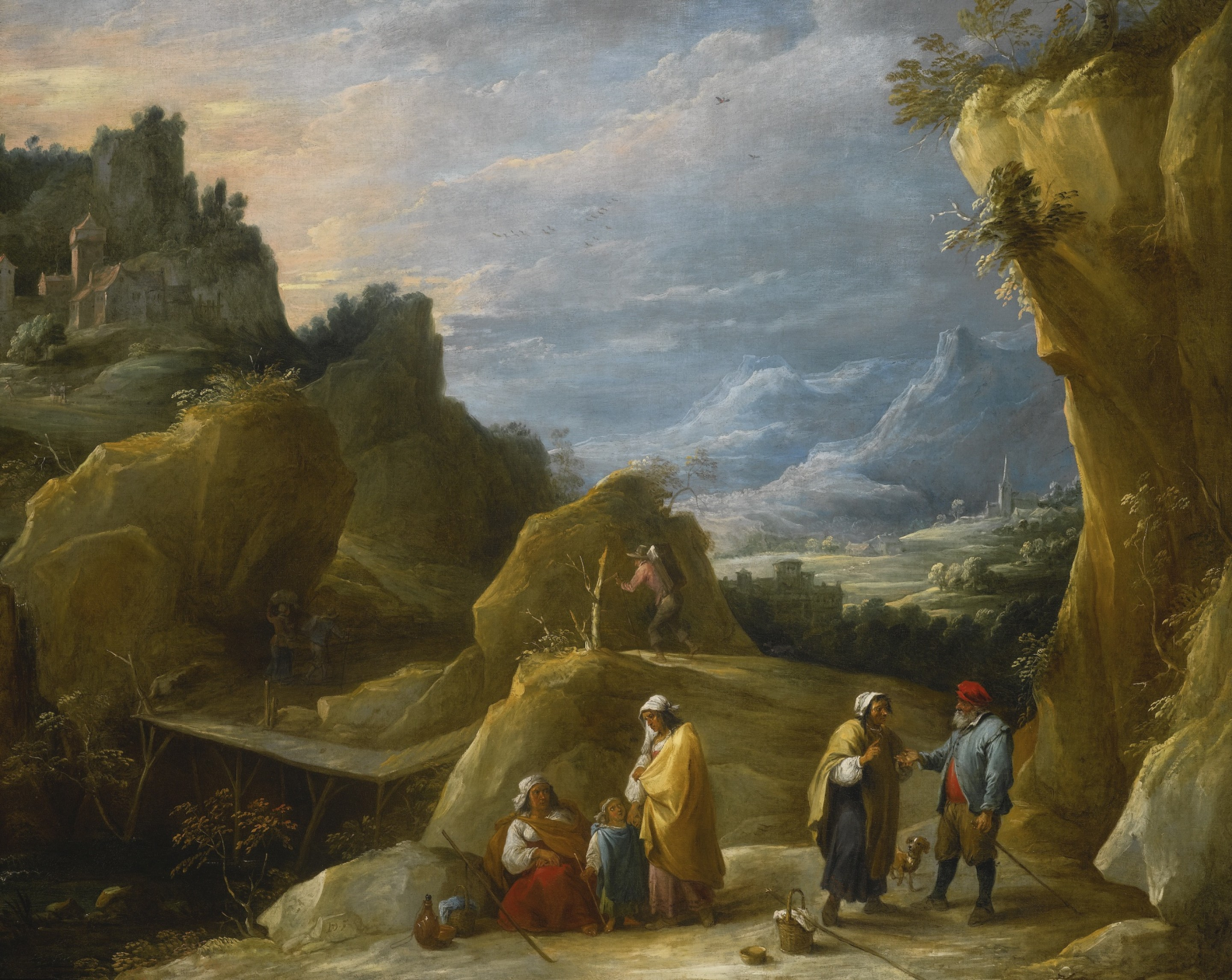
Горный пейзаж с цыганкой-гадалкой. Между 1644 и 1690. Холст, масло. Частное собрание
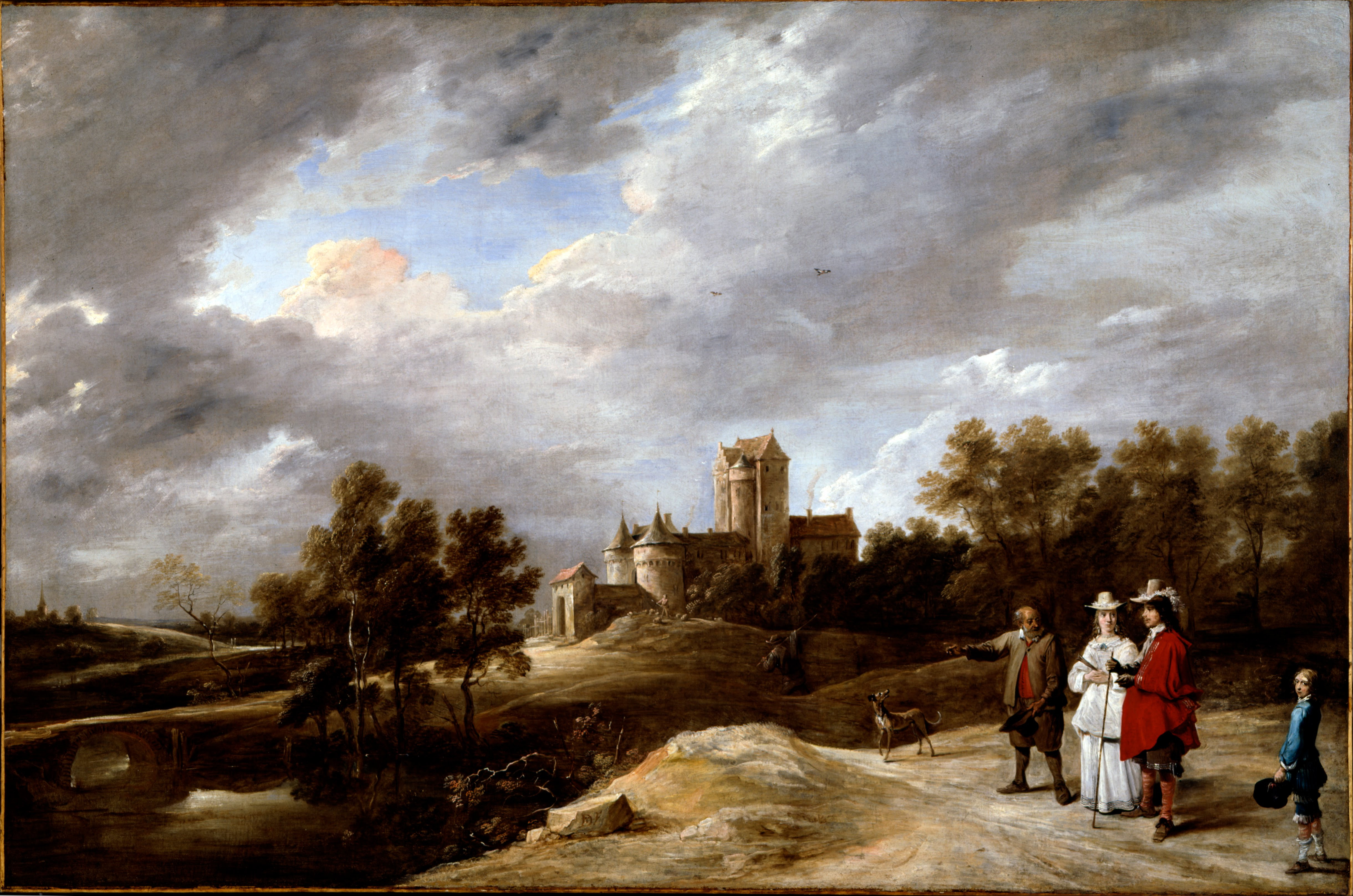
Замок и его владельцы. Около 1650. Дерево, масло. Далиджская картинная галерея, Лондон
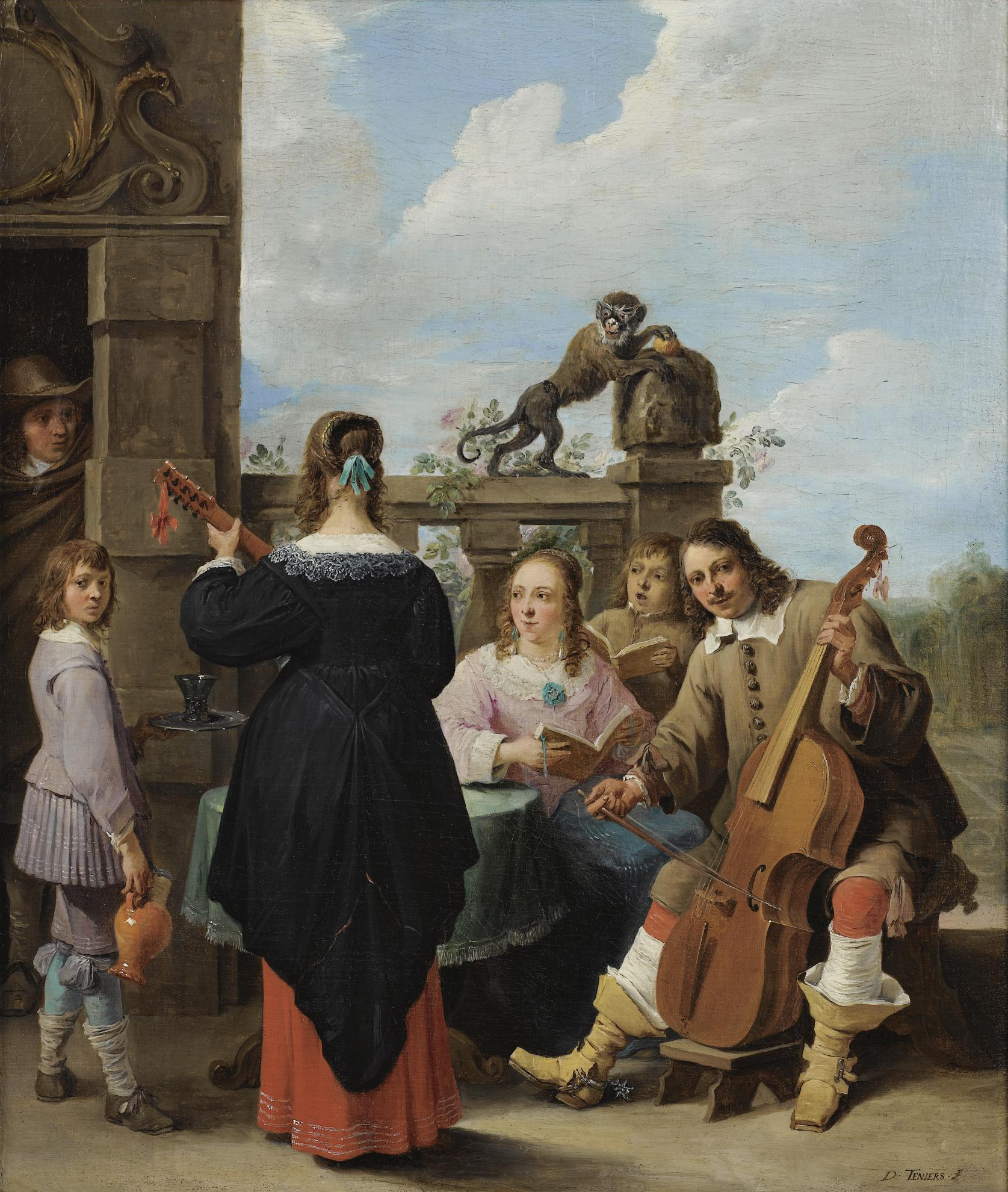
Семейный концерт на террасе. Между 1640 и 1649. Холст, масло. Частное собрание
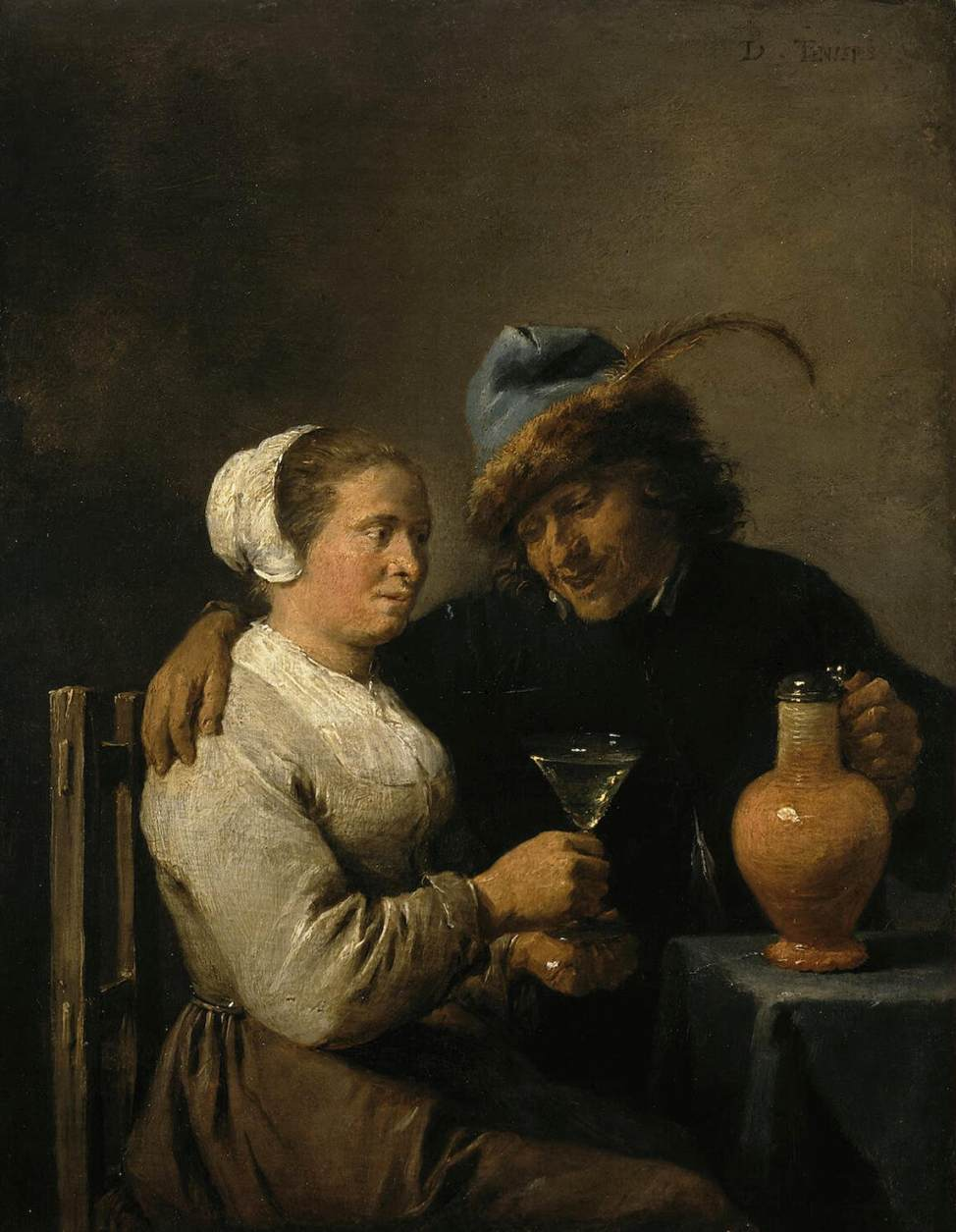
Сцена в кабачке. 1640. Дерево, масло. Государственный Эрмитаж, Санкт-Петербург
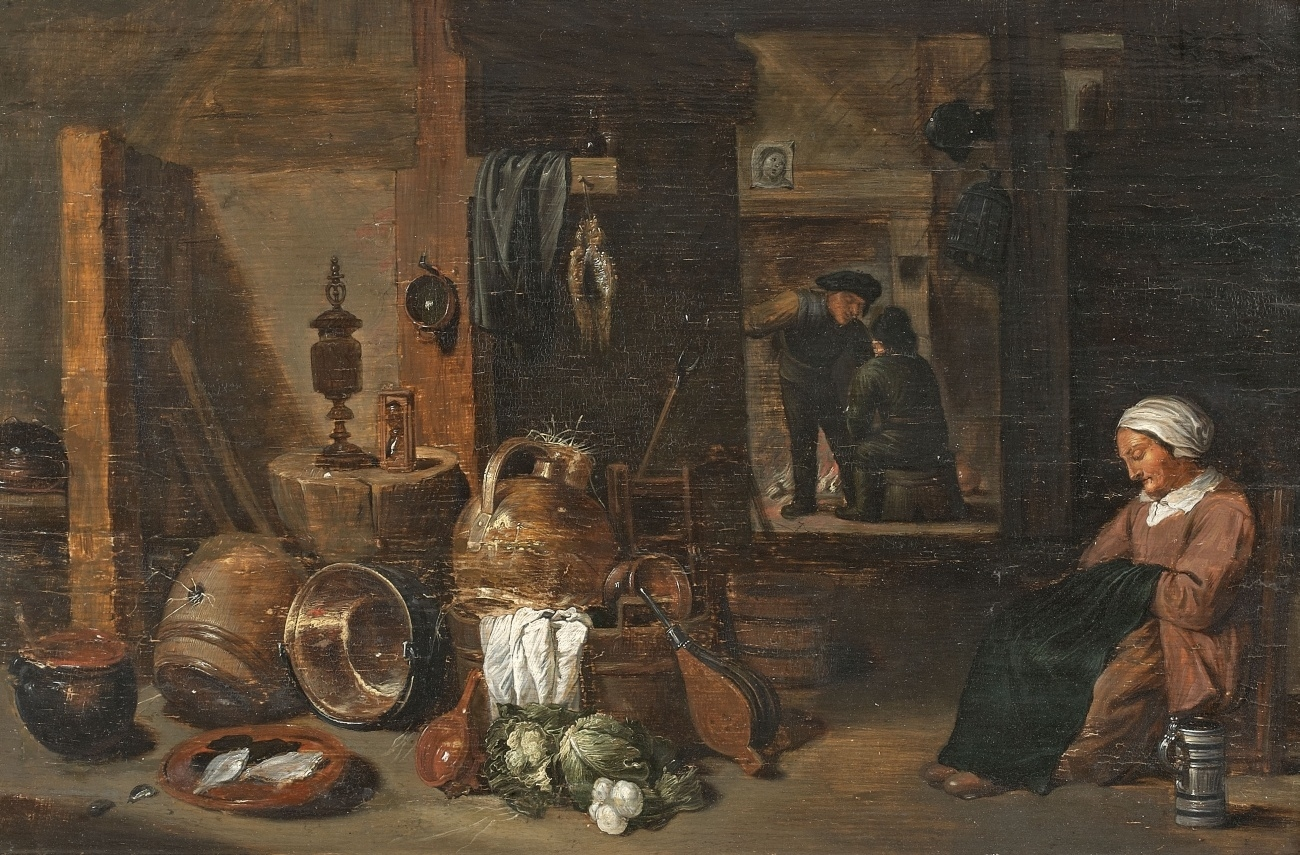
Интерьер кухни со спящей женщиной. Дерево, масло
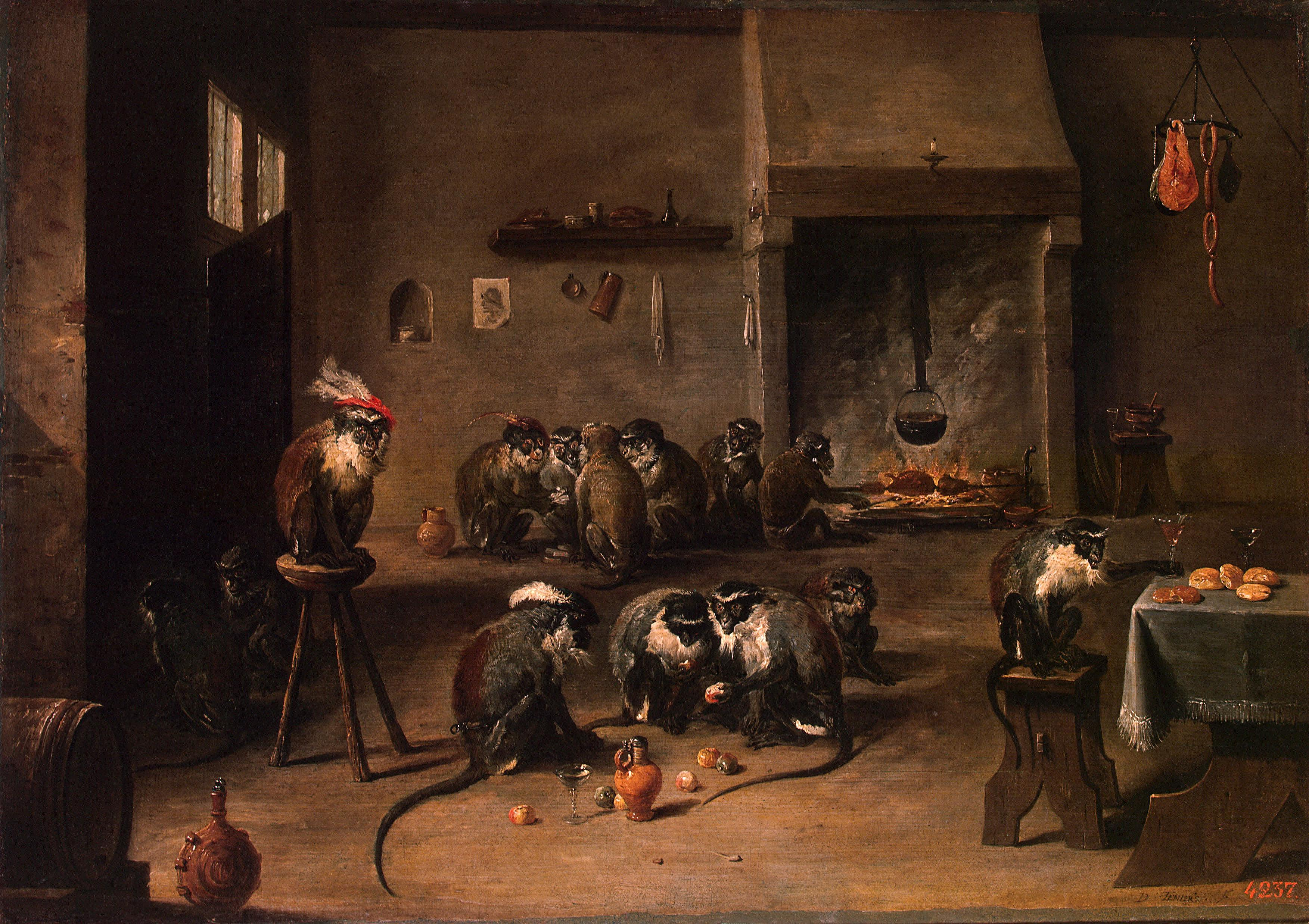
Обезьяны на кухне. Ок. 1645. Холст, масло (переведено с дерева). Государственный Эрмитаж, Санкт-Петербург
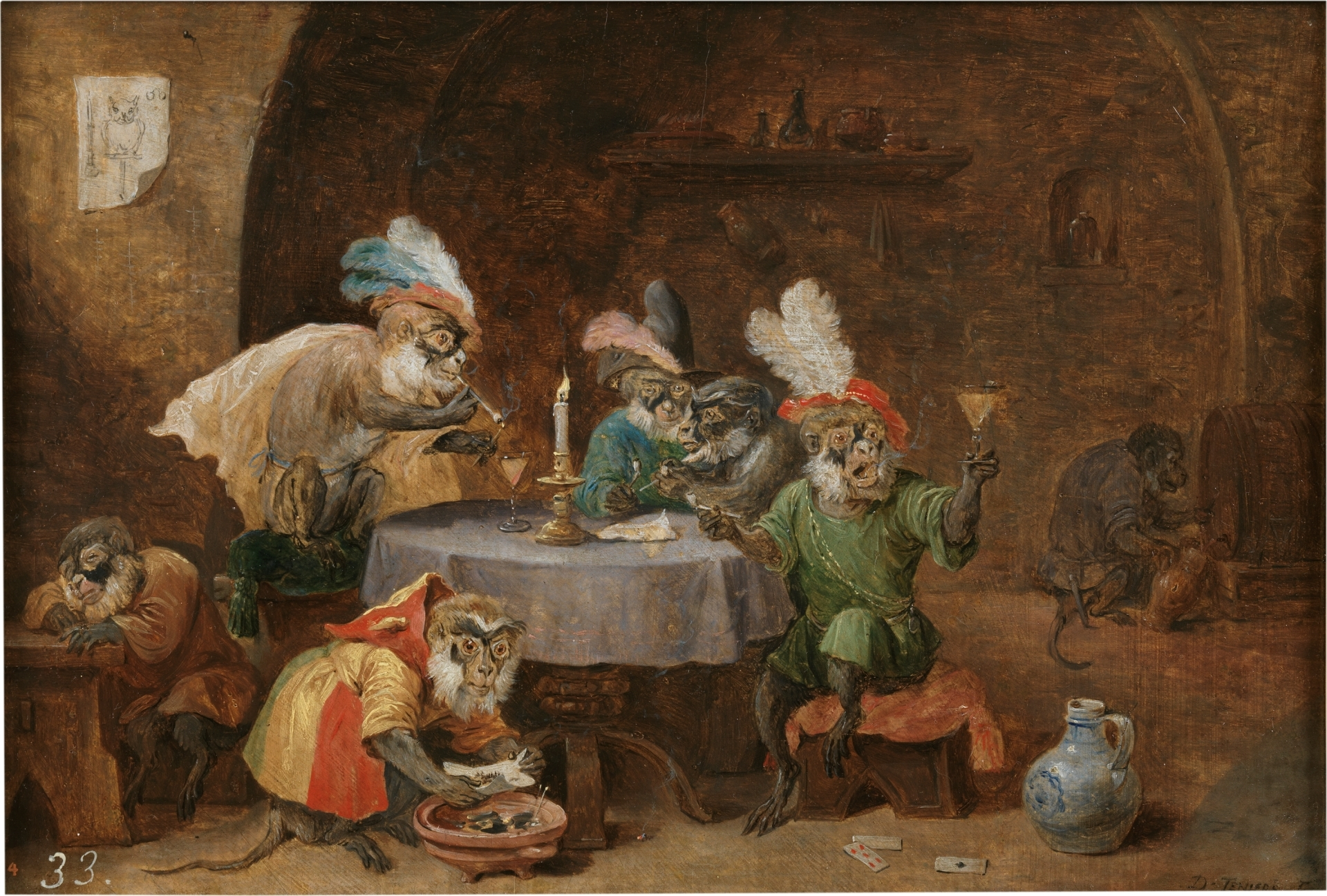
Курящие и пьющие обезьяны. Ок. 1660. Дерево, масло. Прадо, Мадрид
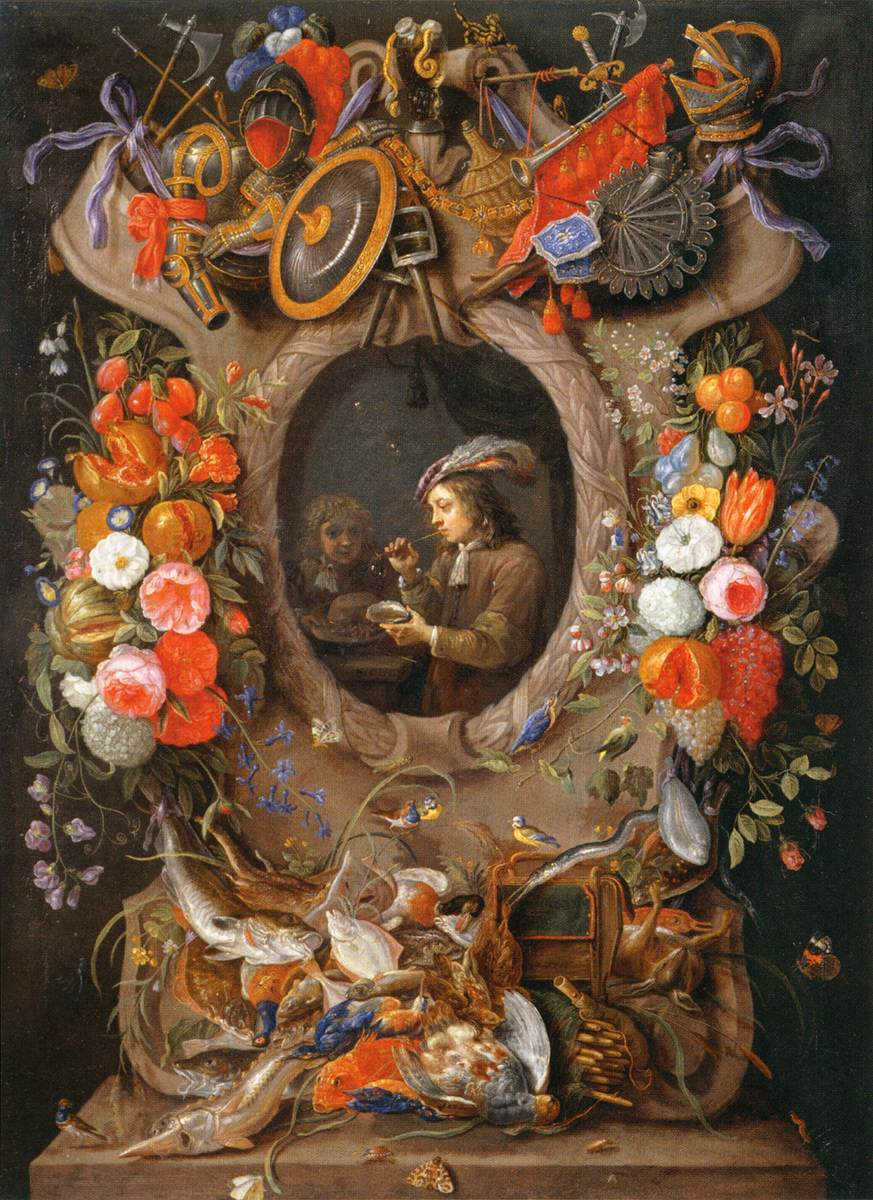
Совместно с Я. ван Кесселем. Мыльные пузыри. Между 1660 и 1670. Холст, масло. Лувр, Париж
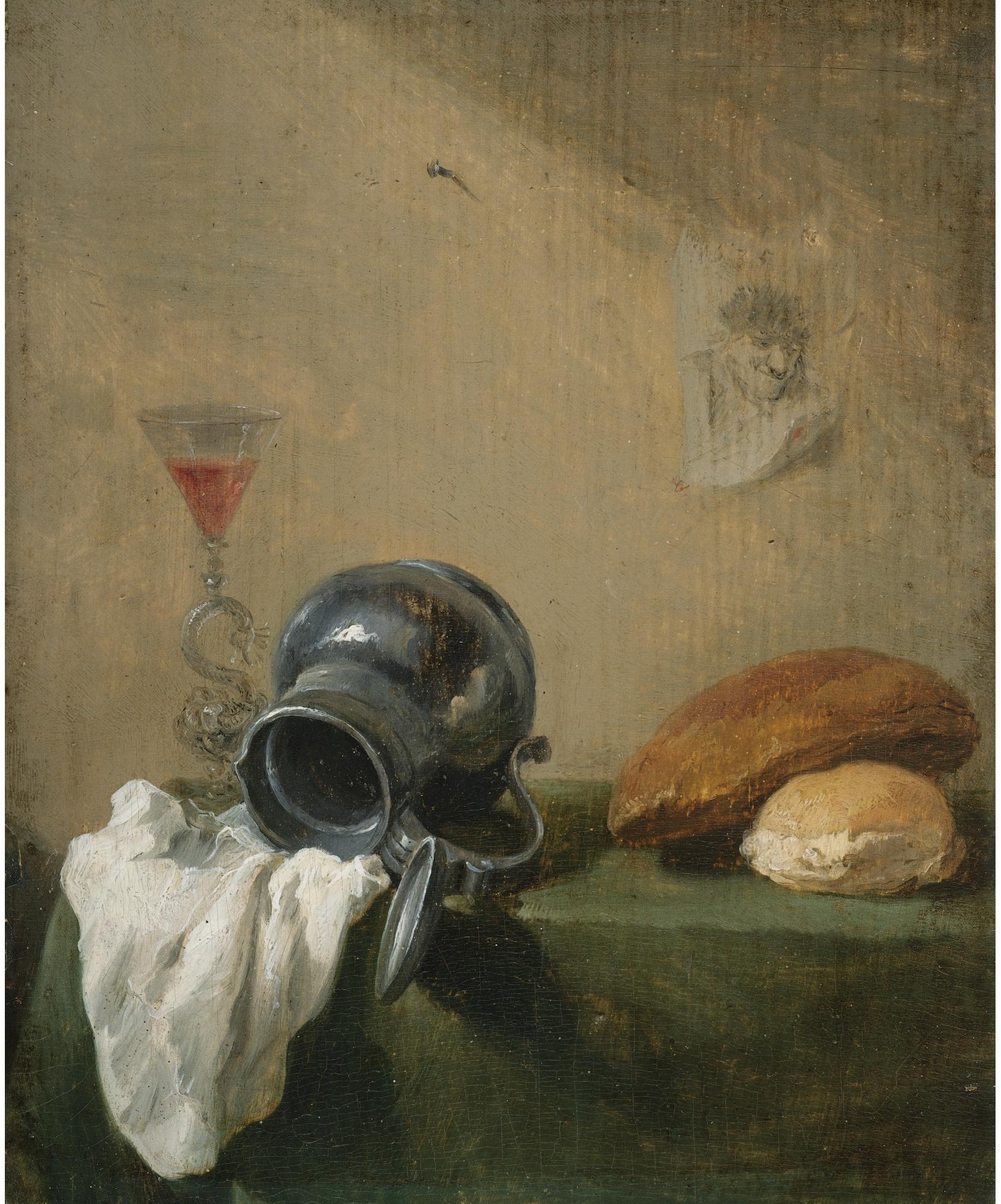
Натюрморт с опрокинутым кувшином. 1635. Дерево, масло. Частное собрание
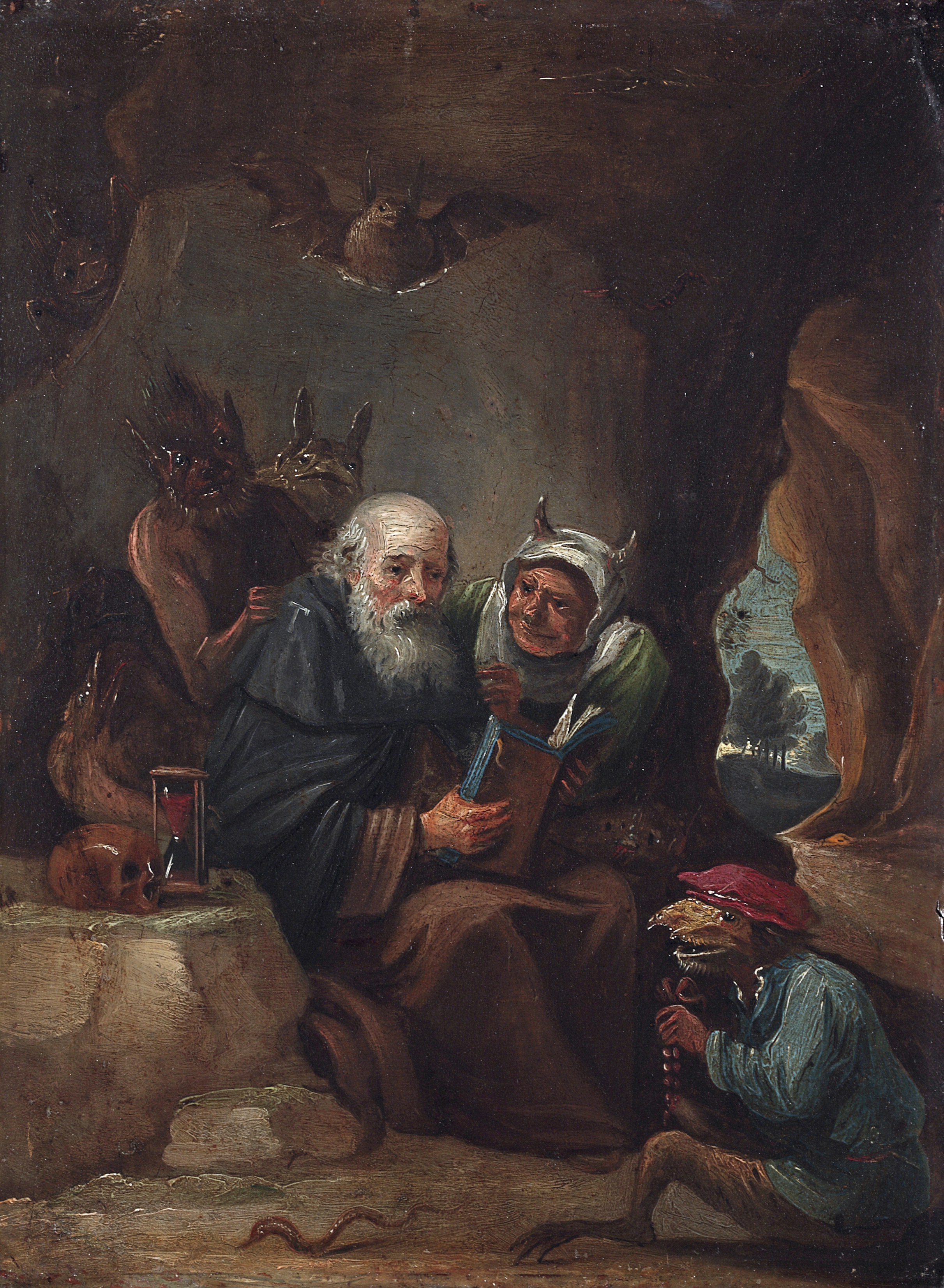
Искушение святого Антония. Дерево, масло. Государственные музеи, Берлин
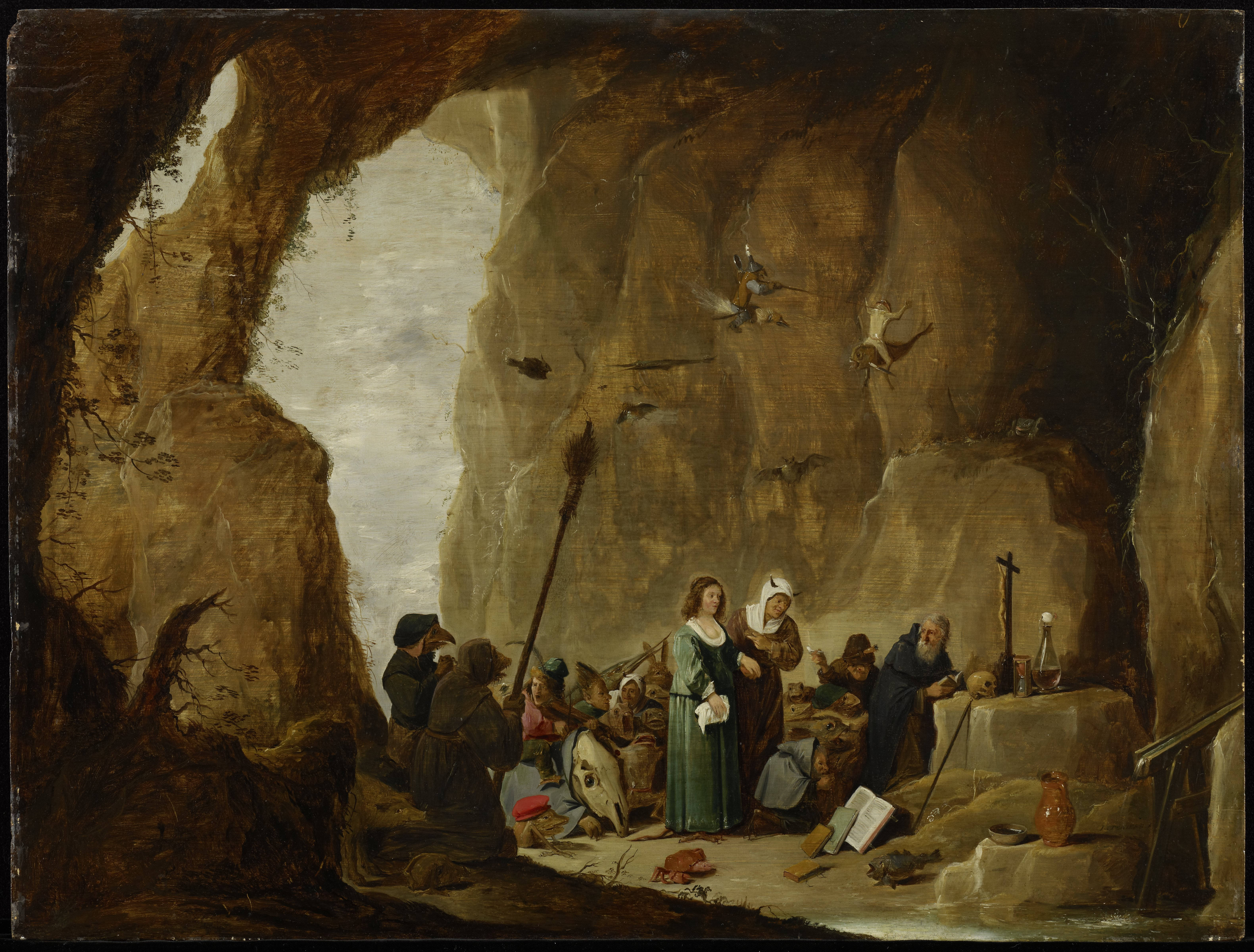
Искушение святого Антония. Дерево, масло. Институт искусств, Миннеаполис, Миннесота, США